# Corynoptera mediana
Corynoptera mediana är en tvåvingeart som beskrevs av Werner Mohrig och Boris Mamaev 1982. Corynoptera mediana ingår i släktet Corynoptera och familjen sorgmyggor. Inga underarter finns listade i Catalogue of Life.